# Happy Hour!
Happy Hour! é uma coletânea da banda estadunidense The Offspring, lançada em 4 de agosto de 2010 com exclusividade para o Japão. Esse foi o primeiro álbum do grupo a não ser lançado nos Estados Unidos.

## Faixas[3]
| N.º | Título                                                  | Duração |  |
| 1.  | "Come Out and Play (Keep 'Em Separated)" (ao vivo)      | 3:11    |  |
| 2.  | "Pretty Fly (for a White Guy)" (ao vivo)                | 3:05    |  |
| 3.  | "All I Want" (ao vivo)                                  | 2:07    |  |
| 4.  | "Gone Away" (ao vivo)                                   | 4:17    |  |
| 5.  | "Staring at the Sun" (ao vivo)                          | 2:27    |  |
| 6.  | "Hit That" (ao vivo)                                    | 2:47    |  |
| 7.  | "Gotta Get Away" (ao vivo)                              | 3:47    |  |
| 8.  | "Dammit, I Changed Again" (ao vivo)                     | 2:55    |  |
| 9.  | "D.U.I."                                                | 2:30    |  |
| 10. | "Beheaded '99"                                          | 2:41    |  |
| 11. | "Sin City" (cover de AC/DC)                             | 4:27    |  |
| 12. | "I Got a Right" (cover de Iggy Pop)                     | 2:22    |  |
| 13. | "Hey Joe" (cover de Billy Roberts)                      | 2:39    |  |
| 14. | "80 Times" (cover de T.S.O.L.)                          | 2:07    |  |
| 15. | "Autonomy" (cover de Buzzcocks)                         | 2:36    |  |
| 16. | "Want You Bad" (remix de Blag Dahlia)                   | 3:10    |  |
| 17. | "Why Don't You Get a Job?" (remix de The Baka Boyz)     | 4:21    |  |
| 18. | "Million Miles Away" (remix de Apollo 440)              | 4:01    |  |
| 19. | "Pretty Fly (for a White Guy)" (remix de The Baka Boyz) | 3:03    |  |